# Gbely
Gbely (Duits en Hongaars: Egbell) is een Slowaakse gemeente in de regio Trnava, en maakt deel uit van het district Skalica.
Gbely telt 5 149 inwoners (2005).